# Born
Born je priimek več znanih oseb:
- Adolf Born (1930—2016), češki slikar in ilustrator
- Albert Friedrich Born (1829—1910), švicarski politik
- Bertran de Born (12./13.stol.), francoski vojak in trubadur
- Friderik Born (1873—1944), nemški podjetnik judovsega rodu v Tržiču
- Julij Born (1840—1897), nemški baron in bančnik judovskega rodu, začetnik tržiških Bornov
- Karl Born (1876—1957), podjetnik, lastnik gozdov v Jelendolu
- Martin Born (1943—2007), nemški časnikar
- Max Born (1882—1970), nemško-britanski matematik in fizik, nobelovec leta 1954
- Nikolas Born (1937—1979), nemški pisatelj
- Otto Born (1892—?), nemški politik
- Roscoe Born (*1950), ameriški televizijski igralec
- Stephan Born (1824—1898), nemški socialist in publicist